# Marcelo León (futbolista chileno)
Marcelo Valentín León Acevedo (n. Tocopilla, Chile, 23 de junio de 1963) es un exfutbolista y político chileno, que jugó como portero y militó en diversos clubes de Chile. Debutó profesionalmente en Deportes Temuco en 1985 y terminó su carrera como jugador en el mismo club, 20 años después en 2005.
Actualmente se desempeña como Concejal de la comuna de Temuco, en su segundo periodo.

## Controversias
León ha tenido diversos problemas con la ley. En julio de 2015, fue detenido por Carabineros tras ser encontrado manejando en estado de ebriedad. Luego, en agosto del mismo año, fue formalizado por lesiones leves, tras ingresar al domicilio de un hombre y golpearlo en la mejilla. Su expareja había presentado una denuncia ante el Tribunal de Familia de Temuco, acusándolo de Violencia psicológica.

## Clubes
| Club                      | País  | Año       |
| ------------------------- | ----- | --------- |
| Deportes Temuco           | Chile | 1985-1987 |
| Cobreloa                  | Chile | 1988-1990 |
| Universidad Católica      | Chile | 1991      |
| Antofagasta               | Chile | 1992      |
| Deportes Melipilla        | Chile | 1993      |
| Ñublense                  | Chile | 1994-1995 |
| Deportes Puerto Montt     | Chile | 1996-1997 |
| Deportes Santa Cruz       | Chile | 1997      |
| Universidad de Concepción | Chile | 1998-1999 |
| Deportes Temuco           | Chile | 2000-2005 |

## Palmarés

### Campeonatos nacionales
| Título           | Club                 | País  | Año  |
| ---------------- | -------------------- | ----- | ---- |
| Primera División | Cobreloa             | Chile | 1988 |
| Copa Chile       | Universidad Católica | Chile | 1991 |
| Primera B        | Deportes Temuco      | Chile | 2001 |

## Historial electoral

### Elecciones municipales de 2012
- Elecciones municipales de 2012, para concejal de Temuco

| Candidato                     | Pacto                         | Partido | Votos | %    | Resultado |
| ----------------------------- | ----------------------------- | ------- | ----- | ---- | --------- |
| Marcelo Valentín León Acevedo | Chile Vamos UDI-Independiente | IND     | 2317  | 2,82 | Electo    |

### Elecciones municipales de 2016
- Elecciones municipales de 2016, para concejal de Temuco.

| Candidato                     | Pacto                         | Partido | Votos | %    | Resultado |
| ----------------------------- | ----------------------------- | ------- | ----- | ---- | --------- |
| Marcelo Valentín León Acevedo | Chile Vamos UDI-Independiente | IND     | 2313  | 4,31 | Electo    |